# Rękojmia wiary publicznej ksiąg wieczystych
Rękojmia wiary publicznej ksiąg wieczystych – gwarancja wynikająca dla obrotu prawnego z prowadzenia jawnego rejestru publicznego w postaci ksiąg wieczystych, polegająca na zagwarantowaniu mocy prawnej zdarzeniom prawnym sprzecznym z rzeczywistym stanem prawnym, ale zgodnym z treścią ksiąg wieczystych. 
W Polsce zasadniczą regulację rękojmi wiary publicznej ksiąg wieczystych zawarto w art. 5 – 9 ustawy z dnia 6 lipca 1982 r. o księgach wieczystych i hipotece. Księgi wieczyste prowadzi się w celu ustalenia stanu prawnego nieruchomości oraz spółdzielczych własnościowych praw do lokali (art. 1). Ustawa przewiduje domniemanie prawne (art. 234 KPC) zgodności stanu prawnego ujawnionego w treści księgi z rzeczywistym stanem prawnym (art. 3), którym w związku z tym każdy jest związany, zwłaszcza, że ustawa zabrania zasłaniania się nieznajomością wpisów w jawnej księdze wieczystej (art. 2). Wynika z tego, że w obrocie prawnym nieruchomościami należy uznawać za uprawnioną tę osobę, na którą wskazuje treść księgi wieczystej. A skoro tak, to ten, kto przez czynność prawną z osobą uprawnioną według treści księgi nabywa własność lub inne prawo rzeczowe (art. 5) czy też spełnia świadczenie na rzecz osoby uprawnionej według treści księgi wieczystej (art. 9), będzie chroniony rękojmią wiary publicznej ksiąg wieczystych w razie niezgodności między stanem prawnym nieruchomości ujawnionym w księdze a rzeczywistym stanem prawnym (art. 5). Rękojmia wiary publicznej ksiąg wieczystych wprowadza zatem odstępstwo od zasady nemo plus iuris in alium tranfere potest, quam ipse habet, zgodnie z którą nie można przenieść na kogoś innego więcej praw niż się ma (a w omawianym zakresie - nie można nabyć od kogoś więcej niż ten ktoś ma), na rzecz zasady ius civile vigilantibus scriptum est, co oznacza, że prawo cywilne wymaga dbałości zainteresowanego o swoje prawa. Dbałość polega w tym przypadku nie tylko na znajomości treści księgi, ale przede wszystkim na przejawianiu troski o jej aktualność, a więc zgodność treści księgi wieczystej z rzeczywistym stanem prawnym (np. w przypadkach zasiedzenia czy dziedziczenia). Sankcją za niedołożenie tej staranności jest odpowiedzialność za szkodę powstałą na skutek niezłożenia przez właściciela niezwłocznie wniosku o ujawnienie swego prawa w księdze wieczystej bądź na skutek jego opieszałości w tym zakresie (art. 35).

## Wyłączenia ochrony wynikającej z rękojmi wiary publicznej ksiąg wieczystych
Rękojmia wiary publicznej ksiąg wieczystych nie chroni rozporządzeń nieodpłatnych (np. darowizn) albo dokonanych na rzecz nabywcy działającego w złej wierze.
W złej wierze jest ten, kto wie, że treść księgi wieczystej jest niezgodna z rzeczywistym stanem prawnym, albo ten, kto z łatwością mógł się o tym dowiedzieć (art. 6).
Rękojmia nie działa ponadto przeciwko:
- prawom obciążającym nieruchomość z mocy ustawy, niezależnie od wpisu
- prawu dożywocia
- służebnościom ustanowionym na podstawie decyzji właściwego organu administracji rządowej albo jednostki samorządu terytorialnego
- służebności drogi koniecznej albo ustanowionym w związku z przekroczeniem granicy przy wznoszeniu budynku lub innego urządzenia
- służebnościom przesyłu (art. 7).

Rękojmię wiary publicznej ksiąg wieczystych wyłącza wzmianka o wniosku, o skardze na orzeczenie referendarza sądowego, o apelacji lub skardze kasacyjnej oraz ostrzeżenie dotyczące niezgodności stanu prawnego ujawnionego w księdze wieczystej z rzeczywistym stanem prawnym nieruchomości (art. 8).
Poza wypadkami przewidzianymi wprost w ustawie z dnia 6 lipca 1982 r. o księgach wieczystych i hipotece rękojmia wiary publicznej ksiąg wieczystych jest wyłączona w sytuacji, gdy w chwili zbycia dla nieruchomości prowadzone są dwie księgi wieczyste, w których wpisani są różni właściciele.